# トム・ヤム・クン!
『トム・ヤム・クン!』（Tom-Yum-Goong, ต้มยำกุ้ง, 他の題名はThe Protector（米）, Warrior King（英）, Honour of the Dragon（蘭）, Neak Prodal Junboth（カンボジア））は、2005年に公開されたタイのアクション映画。
プラッチャヤー・ピンゲーオとトニー・ジャーによるムエタイアクション映画の2作目。全編にわたって常人によるものとは思えない程のアクションシーンが連続する。

## ストーリー
象を愛するタイ人青年カームが、ベトナム人ジョニーによって盗まれた象を追ってシドニーにやってくる。ジョニーが店長のタイ料理店「トム・ヤム・クン」の背後には中国人マダム・ローズが率いる悪の密輸組織があった。

## 本作品の評価
前作『マッハ!』に続き、ワイヤーを使わない、CGを使わない、スタントを使わない、早回しを使わない、というアクション映画にしては無謀とも言える試みに挑戦しており、全編に渡ってトニー・ジャーの超人的な肉体技が光る。当然、全ての打撃攻撃は直接当てており、劇中盤に登場する四分ワンカットのシーンでは、全ての出演者が当初計画されていた通りの動きをしてみせなければならないため、全ての出演者がまさに神技的なアクションに挑まなければならない。『マトリックス』の登場によってワイヤー・CGを使用したアクションが主流となっていた映画界にとって本作品はジャッキー・チェンの登場以来の衝撃であり、日本はもちろん、海外での評価も破格のものである。また、"カンフーやカポエイラ、剣術、プロレス等の使い手と次々闘う" "前作でも披露した、クラビー・クラボーンを用いた戦闘" "古式ムエタイの関節技で70人（日本公開版では49人）をたった1人で次々と倒す" 等のアクションも高く評価された。

## キャスト
役名 - 俳優（ソフト版吹き替え）
- カーム - トニー・ジャー（吹替：浪川大輔）
- マーク巡査 - ペットターイ・ウォンカムラオ（吹替：後藤哲夫）
- プラ - ボンコット・コンマライ（Bongkoj Khongmalai)（吹替：村井かずさ）
- マダム・ローズ - 金星 (チン・シン、Jin Xing)（吹替：塩田朋子）
- ジョニー - ジョニー・グエン (Johnny Nguyen)（吹替：川田紳司）
- TK - ネイサン・ジョーンズ（吹替：平勝伊）
- ビンセント - ダミアン・デ・モンテマス (Damian De Montemas)（吹替：志村知幸）
- カポエイラの使い手 - Lateef Crowder
- 剣術の使い手 - Jonathan Patrick Foo（現：Jon Foo）

## トリビア・他
- 映画の中で4分以上に及ぶ連続シーンがある。建物の吹き抜けロビーと階段を駆使して1台のカメラがトニー・ジャーを取り続けるのが見もの。
- 実家で2頭の象を育てていて、子どものころから象と触れ合っていたトニーには、象の訓練が必要なかったらしい。
- 終盤、格闘家達によって小象が攻撃される描写がいくつかあるが、スタッフらの象への愛から、本物を使うのは言語道断とされ、剥製で代用している。
- アメリカ版では2枚のディスクにタイバージョンとアメリカバージョンがあり、内容が若干違う。タイバージョンでは撃たれた父親は傷を負っただけで生きているが、アメリカバージョンではトニーの父親役が死んで仇を取るということになっている。アジア人以外の文化に対してはそのほうが自然だと監督が判断したとのこと。
- 映画の中のマダム・ローズは性転換したキャラクター（金星の実生活も同じ）という設定なのだがストーリーに大きく反映はされていない。
- ネイサン・ジョーンズは、ジェット・リー主演の映画『SPIRIT』に出演したのをきっかけにこの映画に誘われた。